# 邓褒
邓褒（?—?），南阳郡新野县（今河南省新野县）人。东汉开国功臣、“云台二十八将”第一位高密侯邓禹的玄孙。
汉明帝永平元年（58年），邓禹年五十七岁去世，谥号元侯。汉明帝分封邓禹的后代为三国：长子邓震为高密侯，邓袭为昌安侯，邓珍为夷安侯。邓褒是邓震的曾孙，邓褒的祖父邓尚汉明帝之女沁水公主刘致。邓乾卒，邓褒的父亲邓成嗣高密侯。邓褒尚清河王刘庆之女、汉安帝妹舞阴长公主劉別得。邓成卒，邓褒继承高密侯的爵位。汉桓帝时，邓褒官至少府。邓褒卒，长子邓某嗣爵。少子邓昌袭母爵为舞阴侯，官至黄门侍郎。
第五種為永壽年間的高密侯相。建寧三年（170年）以前已國除為縣。
| 東漢高密侯國（37年－？）      |      |            |      |          |                      |
| 傳位                          | 世   | 稱號及諡號 | 姓名 | 在位年數 | 在位時間             |
| 第1任                         | 始封 | 高密元侯   | 鄧禹 | 22年     | 37年－58年           |
| 第2任                         | 二世 | 高密侯     | 鄧震 | ？       | 59年－？             |
| 第3任                         | 三世 | 高密侯     | 鄧   | ？       | ？－102年；105年－？ |
| 第4任                         | 四世 | 高密侯     | 鄧成 | ？       | ？                   |
| 第5任                         | 五世 | 高密侯     | 鄧褒 | ？       | ？                   |
| 第6任                         | 六世 | 高密侯     | 鄧某 | ？       | ？                   |
| 桓、靈之世（170年以前），國除 |      |            |      |          |                      |